# Rollo & King
Rollo & King ist eine dänische Popgruppe, bestehend aus Søren Poppe und Stefan Nielsen.

## Werdegang
Während ihrer Studienzeit trafen die beiden Jungakademiker aufeinander und formierten eine Musikgruppe. Sie gewannen den dänischen Vorentscheid zum Eurovision Song Contest, den Dansk Melodi Grand Prix mit dem selbstkomponierten Country-Titel Der står et billede af dig på mit bord. Zusammen mit der Sängerin Signe Svendsen trugen sie den Titel auf Englisch als Never ever let you go (dt.: Dich niemals gehen lassen) auf und erreichten beim Eurovision Song Contest 2001 den zweiten Platz. 
Der Bandname ist humoristisch zu sehen: Rollo und King sind die in Dänemark am häufigsten benutzten Hundenamen.

## Weitere Lieder mit Auszeichnung
- 2020: Ved du hvad hun sagde? (DK: Gold)
- 2021: Dyt i bamsen (DK: Gold)